# Luchthaven Diyarbakır
De Luchthaven Diyarbakır (IATA: DIY, ICAO: LTCC) is een militaire vliegbasis en civiele luchthaven in Diyarbakır in het oosten van Turkije.
Diyarbakır is de thuisbasis van de 8e Air Wing (Ana Jet Üs of AJÜ) van het 2e Air Force Command (Hava Kuvvet Komutanligi) van de Turkse luchtmacht. Andere onderdelen zijn gevestigd in Merzifon (LTAP), Malatya Erhaç (LTAT) en Incirlik (LTAG).

## Vliegverkeer
| Jaar   | Binnenlands | Internationaal | Totaal    |
| ------ | ----------- | -------------- | --------- |
| 2010 * | 1.390.214   | 14.425         | 1.404.639 |
| 2009   | 1.048.875   | 11.506         | 1.060.381 |
| 2008   | 949.668     | 17.420         | 967.088   |
| 2007   | 881.278     | 14.347         | 895.625   |

(*) Bron: DHMI.gov.tr

## Ongevallen
Turkish Airlines vlucht 634 stortte neer op 8 januari 2003 tijdens de landing op Diyarbakir Airport. 75 van de 80 passagiers en bemanningsleden aan boord kwamen daarbij om het leven.